# Acanthopsylla bisinuata
Acanthopsylla bisinuata är en loppart som beskrevs av Hollanad 1969. Acanthopsylla bisinuata ingår i släktet Acanthopsylla och familjen Pygiopsyllidae. Inga underarter finns listade i Catalogue of Life.